# Danielle Hamilton-Carter
Pour les articles homonymes, voir Hamilton et Carter.
Danielle Hamilton dit aussi Danielle Hamilton-Carter (née le 23 janvier 1990 à Skarpnäck, Suède), est une joueuse suédoise de basket-ball.

## Biographie
Après avoir fait ses débuts professionnels à l'âge de 23 ans pour BK IMOS Brno in Czech Republic, (6,2 points et 4,8 rebonds en Eurligue et 6,6 points et 3,4 rebonds en championnat), elle s'engage durant l'été 2014 pour le club français de Lyon Basket Féminin à la suite du renoncement de Géraldine Robert. En juillet 2015, elle signe avec le club suédois de Northland Basket. 

## Club
| Saisons   | Équipe                         | Pays       |
| 2005-2006 | Fayetteville (NCAA 2, USA)     | États-Unis |
| 2005-2009 | O8 Stockholm HR                | Suède      |
| 2009-2013 | Yellow Jackets de Georgia Tech | États-Unis |
| 2013-2014 | Basketbalový Klub Brno         | Tchéquie   |
| 2014-2015 | Lyon Basket Féminin            | France     |
| 2015-     | Northland Basket               | Suède      |

## Palmarès

### En club
- Championne de Suède en 2007

### En sélection
- Médaillée d’argent aux Championnats du Monde U19 en 2007
- Championne d’Europe U16 (Division B) en 2006